# اریترای
اِریترائه یا اریترای (یونانی: Ἐρυθραί) که بعدها لیتری نیز نامیده شده، یکی از دوازده شهر ایونیایی در آسیای صغیر بود که در فاصلهٔ ۲۲ ک‌م شمال شرقی بندر سیسوس (نام امروزی: Çeşme) قرار داشت و در شبه جزیره‌ای کوچک که به خلیج اریتره می‌رسید، در فاصلهٔ برابر میان کوه‌های میماس و کوریکوس و دقیقاً روبروی جزیره خیوس قرار داشت. منابع قدیمی از شراب عالی که در این شبه جزیره تولید می‌شد، سخن گفته‌اند. اریترای به دلیل اینکه مقر ساحره‌های اریترایی بود قابل توجه بود. ویرانه‌های این شهر در شمال شهر ایلدیری در منطقه چشمه در استان ازمیر ترکیه یافت می‌شود.